# Niklas Willén
Niklas Willén (født 1961 i Stockholm) er en svensk dirigent.
Niklas Willén studerede direktion og komposition på konservatoriet i Stockholm under bl.a. Jorma Panula. Han står jævnligt i spidsen for førende orkestre i hele Skandinavien og i resten af Europa, og har bl.a. fungeret som første gæstedirigent hos Kungliga Filharmonikerna i Stockholm. Fra 2002 til 2006 var han chefdirigent for Sønderjyllands Symfoniorkester.